# Sclerophrys gracilipes
Sclerophrys gracilipes – gatunek płaza bezogonowego z rodziny ropuchowatych (Bufonidae).

## Taksonomia i systematyka
Gatunek ten opisał w 1899 roku George Albert Boulenger, nadając mu nazwę Bufo gracilipes. W 2006 roku Frost i inni przenieśli go do rodzaju Amietophrynus. Ohler i Dubois w 2016 roku wykazali, że nazwa Amietophrynus jest młodszym synonimem nazwy Sclerophrys.
Poniższy kladogram za Van Bocxlaer et al. ilustruje pokrewieństwa z pokrewnymi gatunkami:
|  | Sclerophrys brauni |
|  |                    |
|  | Sclerophrys poweri |
|  |                    |

|  | \| \| Sclerophrys gracilipes \| \| \| \| \| \| Sclerophrys gutturalis \| \| \| \| |
|  |                                                                                   |
|  | Sclerophrys garmani                                                               |
|  |                                                                                   |
|  | Sclerophrys gracilipes                                                            |
|  |                                                                                   |
|  | Sclerophrys gutturalis                                                            |
|  |                                                                                   |

|  | Sclerophrys gracilipes |
|  |                        |
|  | Sclerophrys gutturalis |
|  |                        |

|  | \| \| Sclerophrys gracilipes \| \| \| \| \| \| Sclerophrys gutturalis \| \| \| \| |
|  |                                                                                   |
|  | Sclerophrys garmani                                                               |
|  |                                                                                   |
|  | Sclerophrys gracilipes                                                            |
|  |                                                                                   |
|  | Sclerophrys gutturalis                                                            |
|  |                                                                                   |

|  | Sclerophrys gracilipes |
|  |                        |
|  | Sclerophrys gutturalis |
|  |                        |

|  | Sclerophrys brauni |
|  |                    |
|  | Sclerophrys poweri |
|  |                    |

|  | \| \| Sclerophrys gracilipes \| \| \| \| \| \| Sclerophrys gutturalis \| \| \| \| |
|  |                                                                                   |
|  | Sclerophrys garmani                                                               |
|  |                                                                                   |
|  | Sclerophrys gracilipes                                                            |
|  |                                                                                   |
|  | Sclerophrys gutturalis                                                            |
|  |                                                                                   |

|  | Sclerophrys gracilipes |
|  |                        |
|  | Sclerophrys gutturalis |
|  |                        |

|  | \| \| Sclerophrys gracilipes \| \| \| \| \| \| Sclerophrys gutturalis \| \| \| \| |
|  |                                                                                   |
|  | Sclerophrys garmani                                                               |
|  |                                                                                   |
|  | Sclerophrys gracilipes                                                            |
|  |                                                                                   |
|  | Sclerophrys gutturalis                                                            |
|  |                                                                                   |

|  | Sclerophrys gracilipes |
|  |                        |
|  | Sclerophrys gutturalis |
|  |                        |

## Występowanie
Zwierzę spotyka się na zachodzie Afryki Środkowej. Występuje więc na niewielkim obszarze w południowo-wschodniej Nigerii blisko granicy z Kamerunem, w południowym Kamerunie, na całym terytorium Gwinei Równikowej (w tym na wyspie Bioko) i Gabonu, w północnym i zachodnim Kongu, na niemałym terenie w północnej części Demokratycznej Republiki Konga i na południowym zachodzie Republiki Środkowoafrykańskiej. Obecność gatunku w tej ostatniej nie jest pewna, podobnie, jak w enklawie Kabinda należącej do Angoli. O ile północna granica tego zasięgu biegnie przez dłuższy czas prawie równoleżnikowo, południowa kieruje się z południowego zachodu na północny wschód przez środek terytorium Konga, a następnie zakręca na wschód w Demokratycznej Republice Konga.
Jego siedlisko to tropikalne wilgotne lasy nizinne. Występuje do 200 m n.p.m.
Radzi sobie w siedliskach zdegradowanych działalnością ludzką.

## Rozmnażanie
Przebiega w wodach płynących, w tym w strumieniach na bagnach.

## Status
Gatunek występuje raczej pospolicie, ale jego liczebność spada.
Zagrożeniem dla gatunku jest postępująca utrata i degradacja siedlisk, spowodowana przez rolnictwo, rozwój osadnictwa czy pozysk drewna.